# Монте Мюзик
„Монте Мюзик“ ООД е музикална компания, създадена по идея на популярния певец Владимир Ампов – Графа и дългогодишният му PR и мениджър Магдалена Сотирова, с която са управляващи партньори във фирмата. Само за няколко месеца към семейството на Монте Мюзик се присъединяват Акага, Сантра и Кристо, младите изпълнители Боряна Бонева и Калоян Икономов.

## Дейност
Компанията развива активна продуцентска, мениджърска и дейности, свързани с връзки с обществеността. „Монте Мюзик“ издава албумите „Акага – 1993 – 2008“ и „Графа – Greatest hits“, продуцира синглите на певците Боряна Бонева и Калоян Икономов. Продуцираните от Монте Мюзик сингъл и видеоклип на песента „Чуваш ли ме“, дует на Мария Илиева и Графа, поставят рекорд по излъчвания в българския радио и телевизионен ефир.
Сред най-големите постижения на „Монте Мюзик“ са организираните големи концерти в Зала 1 на НДК – „Акага и приятели“ и „Графа – 20 Years Live“, националните турнето „Графа и Акага 2009“, Графа – „Заедно за децата на България“ и турнето „Plug&Play“ с певците на компанията, концертите „Графа – От любов към живота“ и Графа – „Домино“ и др.
През 2010 година Монте Мюзик организира за първи път ежегодния оперен фестивал Банско Опера Фест, като по този начин компанията разширява дейността си и навлиза в сферата на класическата музика.
От 2013 година Монте Мюзик организира големи мероприятия на сцената на Зала 1 на НДК с участията на международни оперни солисти.
През 2012 г. към каталога на Монте се присъединяват Михаела Филева, Вензи и Били Хлапето, които само за няколко месеца се превръщат в звезди и остават на музикалната сцена до наши дни.
През 2013 година талантливата изпълнителка Прея подписва договор с компанията и се утвърждава като един от забележителните артисти на българската музикална сцена.
През 2015 година Монте Мюзик и БГ Радио стартират проекта „БГ Версия“ – музикален формат, който се излъчва по БНТ HD и има собствен канал в You Tube. Всяко едно издание на „БГ Версия“ представлява уникален концерт на популярен български изпълнител.

## Изпълнители

### Солови изпълнители
- Графа

### Дуети и групи
- Акага

### Бивши изпълнители
- Михаела Филева (2011 – 2025)
- Били Хлапето (2012 – 2017)
- Дивна (2013 – 2016)
- Алекс и Влади (2014 – 2015)
- Вензи (2012 – 2017)
- Виктория Георгиева (2016 – 2018)
- Прея (2013 – 2019)
- Ники Бакалов
- Рафаел
- Деница Караславова